# Bab El Sharia
Bab El Sharia (Arabisch: باب الشعرية, Wetspoort) is een metrostation in de Egyptische hoofdstad Caïro dat wordt bediend door lijn 3 van de Caïrose metro.  

## Geschiedenis
In 2006 begon de bouw van de derde lijn vanaf Attaba naar het oosten met de bedoeling om het internationale vliegveld aan te sluiten op de metro. Hiermee werd afgeweken van het in 1973 bepaalde tracé voor lijn 3 dat Al Darassa als oostelijk eindpunt zou krijgen. Het station werd samen met het eerste deel van lijn 3, tussen Attaba en Abbassia, op 21 februari 2012 geopend. In een studie over de uitbreiding van de metro uit 1999 is lijn 6 opgenomen tussen Shobra El-Kheima en Maadi die lijn 3 moet kruisen bij Bab El Sharia.   

## Ligging en inrichting
Het station ligt onder het gelijknamige plein, de kruising van de El-Geishstraat en de Port Saidstraat. De stationskuip is 150 meter lang en 22,9 meter breed en kent vier toegangen op straatniveau. De stationshal ligt op niveau -1 en heeft loketten en OV-poortjes. Op niveau -2 bevinden zich technische ruimtes en de zijperrons liggen op niveau -3. 